# Antonio Barragán
Pour les articles homonymes, voir Barragan.
Antonio Barragán Fernández, né le 12 juin 1987 à Pontedeume en Espagne, est un footballeur espagnol qui évolue au poste de latéral droit dans le club d'Elche CF.

## Biographie
Prêté lors de la saison 2017-2018 au Real Betis, avec qui il a disputé 29 matches de Liga (6 passes décisives), Antonio Barragán, qui appartenait à Middlesbrough, est définitivement acheté par le club sévillan le 1er juillet 2018. Le Betis a payé 1M€ pour recruter l'arrière droit alors âgé de 31 ans, qui signe un contrat jusqu'en 2020.

## Carrière
- 2002-2005 :  Séville FC
- 2005-2006 :  Liverpool FC
- 2006-2009 :  Deportivo La Corogne
- 2009-2011 :  Real Valladolid
- 2011- :  Valence CF[2],[3]

## Palmarès

### Club
Valence CF
- Vainqueur du Trophée Naranja en 2011, 2012 et 2013
- Vainqueur de l'Emirates Cup 2014

### Équipe nationale
Espagne -19 ans
- Champion d'Europe des moins de 19 ans en 2006